# لوکاس پری

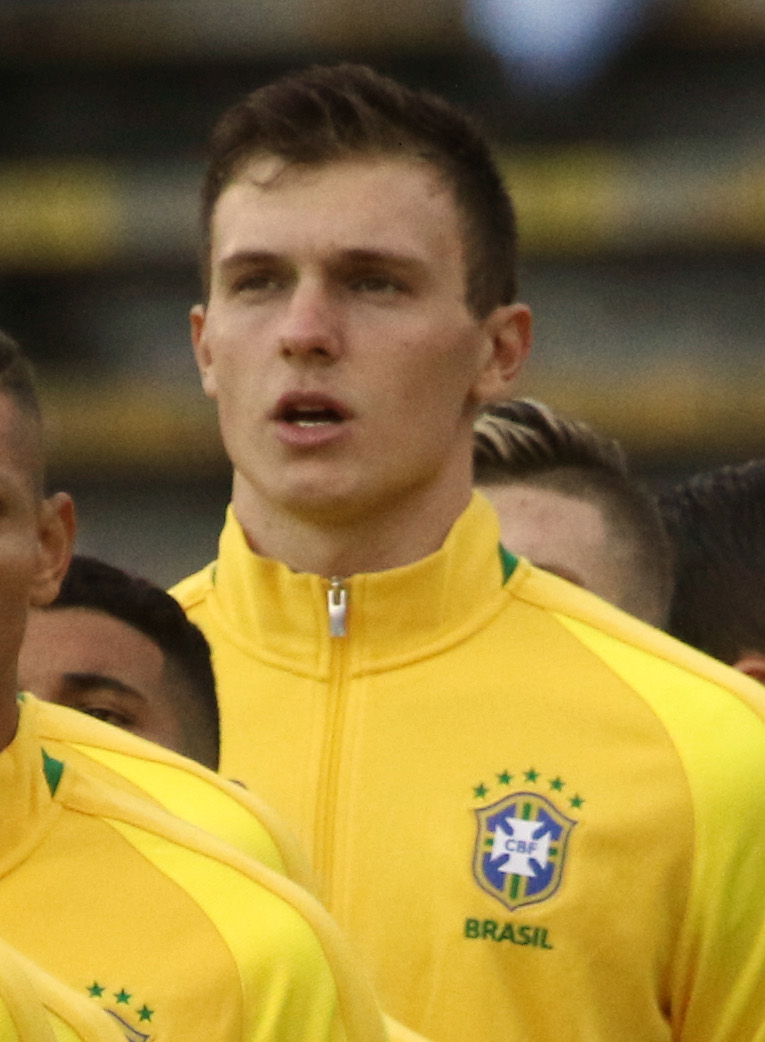

لوکاس پری (انگلیسی: Lucas Perri؛ زادهٔ ۱۰ دسامبر ۱۹۹۷) بازیکن فوتبال اهل برزیل است که در حال حاضر برای باشگاه فوتبال المپیک لیون بازی می‌کند. 
از باشگاه‌هایی که در آن بازی کرده است می‌توان به باشگاه فوتبال سائو پائولو اشاره کرد.
وی همچنین در تیم‌های ملی فوتبال زیر ۲۰ سال برزیل و زیر ۲۳ سال برزیل بازی کرده است.